# Lviv község
Lviv község, vagy Lviv városi község (ukránul: Львівська міська громада, magyar átírásban: Lvivszka miszka hromada) közigazgatási és önkormányzati egység Ukrajna Lvivi területén, a Lvivi járásban. Székhelye Lviv. A község területe 311,4 km², lakossága 2020-ban 783 065 fő volt.
Az ukrajnai közigazgatási reform során 2020. július 17-én hozták létre a Lvivi Városi Tanács, a Vinniki Városi Tanács, a Brjuhovics Települési Tanács, a Rudnei Talapülési Tanács, a Liszinicsi Települési Tanács, a Dubljani Városi Tanács, a Malehivi Falusi Tanács, a Hribovickai Falusi Tanács, a Hrjadai Falusi Tanács, a Zaskivi Falusi Tanács és a Rjaszne-Ruszkei Falusi Tanács összevonásával.

## Települések
A községhez 20 település tartozik.

### Városok
- Lviv
- Vinniki
- Dubljani

### Városi jellegű települések
- Brjuhovics
- Rudno

### Falvak
- Veliki Hribovicsi
- Volja-Homulecka
- Hrjada
- Zavagyiv
- Zarudci
- Zaskiv
- Zbiranka
- Liszinicsi
- Malehiv
- Mali Hribovicsi
- Mali Pidpiszki
- Pidribci
- Pidrjaszne
- Rjaszne-Ruszke
- Szitihiv

## Önkormányzat
A község önkormányzati szerve a Lvivi Városi Tanács (Lvivszka miszka rada), amely 64 képviselővel rendelkezik. A község elnöke (polgármestere) Andrij Szadovij.
A képviselőtestület pártok szerinti megoszlása a 2020-as helyhatósági választásokat követően:
| Párt                 | Képviselői helyek száma | %    |
| -------------------- | ----------------------- | ---- |
| Európai Szolidaritás | 26                      | 40,6 |
| Önsegély             | 17                      | 26,6 |
| Hang                 | 8                       | 12,6 |
| VARTA                | 7                       | 10,9 |
| Szvoboda             | 6                       | 9,3  |